# Parafia św. Antoniego z Padwy w Wocławach
Parafia św. Antoniego Padewskiego w Wocławach – parafia rzymskokatolicka, znajdująca się w archidiecezji gdańskiej, w dekanacie Żuławy Steblewskie.

## Historia

### Parafia Wocławy w średniowieczu
Jest mało prawdopodobne, żeby kościół w Wocławach powstał już w okresie przedkrzyżackim (tj. przed 1308 r.), dlatego należy przyjąć, że tutejsza parafia została ustanowiona dopiero wraz z lokacją wsi na prawie chełmińskim, czyli w latach 30. XIV w. Uposażenie parafii stanowiły 4 włóki ziemi wolnej od czynszu, a także dziesięcina w naturze w postaci szefla żyta i szefla owsa, pobieranych co roku od każdej chłopskiej włóki osiadłej (zagospodarowanej). Jak wynika ze źródeł późniejszych, pochodzących z XVI w., parafia włocławska obejmowała również sąsiednie wsie: Bystrą, Stanisławowo i Wróblewo. Pierwotny kościół, wystawiony zapewne wkrótce po założeniu wsi, był prawdopodobnie budowlą tymczasową, wystawioną w konstrukcji szkieletowej, wypełnionej gliną lub cegłą. W miarę stabilizacji osadnictwa i wzrostu zamożności parafian kościoły szkieletowe były zastępowane przez budowle murowane z cegieł, wznoszone w stylu gotyckim. W Wocławach nastąpiło to prawdopodobnie już w 2 poł. XIV w. Według historyków architektury murowana świątynia w Wocławach była pierwotnie kościołem salowym, bez wydzielonego prezbiterium. Dopiero po zniszczeniach z okresu wojny trzynastoletniej odbudowano ją w formie znacznie bardziej okazałej, trójnawowej, bazylikowej (czyli z nawą główną wyższą od naw bocznych), dodając murowaną podstawę wieży od strony zachodniej i nowy szczyt wschodni. Nie wiadomo, jakie było wezwanie tego kościoła, ponieważ nie zostało one utrwalone w źródłach, a po przejęciu kościoła przez luteran w XVI w. uległo ono zapomnieniu.
Z pierwotnej budowli gotyckiej, wielokrotnie potem niszczonej i przebudowywanej, a ostatecznie zrujnowanej w 1945 r., najlepiej zachowało się prezbiterium. Stanowi ono wschodnią część istniejącej obecnie ruiny kościoła, leżącej po zachodniej stronie głównej drogi przez wieś (ul. Władysława Łokietka), ok. 500 ma na południe od szosy gdańskiej i przystanku PKS. Zachowane prezbiterium jest dwuprzęsłowe, a od strony wschodniej zamknięto je prostą ścianą z jednym oknem, któremu po bokach towarzyszą dwie ostrołukowe blendy (ślepe okna). 

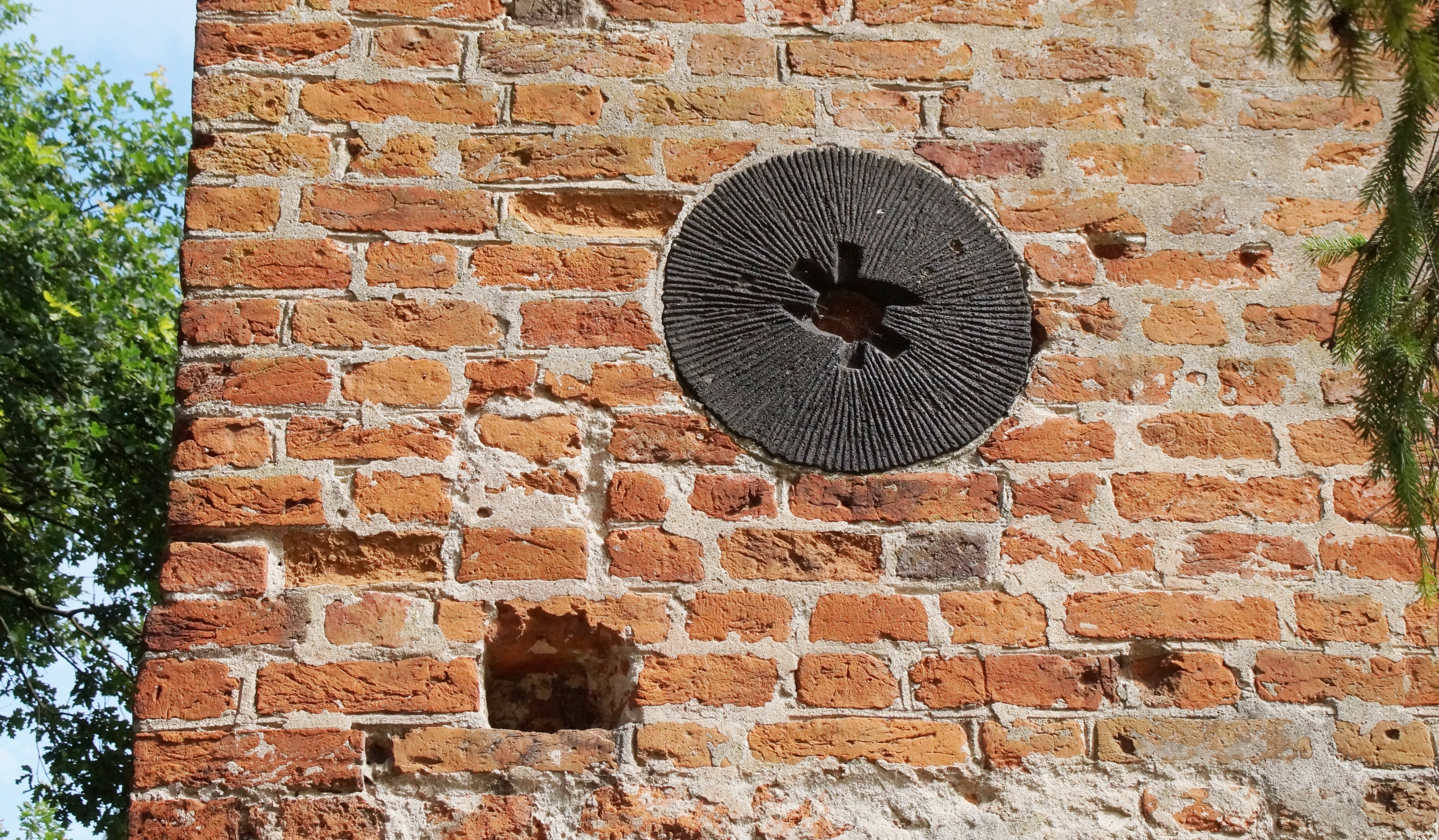
Koło młyńskie wmurowane w wieżę gotyckiego kościoła w Wocławach

Intrygującym elementem architektury kościoła, należącym prawdopodobnie również do jej pierwotnej, średniowiecznej fazy, jest kamień młyński, wmurowany w południową ścianę wieży na wysokości ok. 3,5 m. Kamienie młyńskie, spotykane w murach zewnętrznych wielu średniowiecznych kościołów w dawnym państwie krzyżackim, ale także na Pomorzu Zachodnim czy w głębi Polski, są elementem zagadkowym, który wymyka się jednoznacznej interpretacji. Należy przy tym zwrócić uwagę, że większość kamieni młyńskich wmurowanych w ściany średniowiecznych kościołów znajduje się właśnie na wieży, często w bezpośredniej bliskości głównego portalu, który w tamtym okresie był zapewne uprzywilejowanym miejscem odbywania publicznych sądów. Kamień młyński umieszczony w murze kościoła może być jednak również związany z symboliką eucharystyczną. Może to nawiązywać do popularnej w średniowieczu metafory koła młyńskiego jako elementu „mistycznego młyna”, w którym Słowo Boże przerabiane jest na chleb eucharystyczny.

### Parafia luterańska w Wocławach od XVI w. do 1945 r.
Wprowadzenie reformacji na terytorium miasta Gdańska, które od 1457 r. na mocy przywileju króla Kazimierza Jagiellończyka stało się właścicielem większości wsi na terenie Żuław Gdańskich (z wyjątkiem Giemlic, należących do biskupstwa włocławskiego), spowodowało również szybką protestantyzację miejscowych parafii. Wynikało to z tzw. prawa patronatu, które nakładało na właściciela wsi obowiązek dbania o znajdujący się na jej terenie kościół, ale także dawało mu wpływ na obsadę personalną danej parafii. Nie wiadomo, jakie zmiany nastąpiły w wystroju kościoła w Wocławach po zmianie wyznania, jednak nie były one prawdopodobnie zbyt rewolucyjne. Dopiero tragiczny pożar, który strawił tutejszą świątynię w 1729 r., spowodował zasadniczą zmianę jej kształtu zewnętrznego, jak również konieczność ufundowania zupełnie nowego wyposażenia.
W trakcie odbudowy spalonego kościoła w 1730 r. rozebrano zrujnowane nawy boczne, a nawę główną zamknięto ścianami z rzędem dużych okien zwieńczonych łukiem półkolistym, wpisanych w dawne łuki międzynawowe. Przykrycie nawy stanowił drewniany strop, ozdobiony malowidłami na podwieszonym płótnie. Wieżę nadbudowano w konstrukcji szkieletowej wypełnionej cegłą i zwieńczono strzelistym barokowym hełmem, pokrytym blachą. Na chorągiewce na iglicy hełmu znajdowała się data odbudowy – 1730. Wewnątrz kościoła znajdowały się organy z 1738 r., wykonane prawdopodobnie przez tego samego mistrza, który zbudował organy dla kościoła w Pruszczu Gdańskim, stara drewniana chrzcielnica z 1702 r. (nieużywana), nowa drewniana chrzcielnica w formie trzech aniołów z muszlą, żyrandol z 1730 r. tudzież gotycki kielich z napisem „Ave Maria gratia plena dominus decum bien” – czyli zapisanym po łacinie początkiem modlitwy „Zdrowaś Mario”. Na wieży znajdowały się dwa dzwony, pierwszy, odlany przez znanego gdańskiego ludwisarza Jana Gotfryda Wittwercka w 1733 r., drugi, większy, wykonany przez Karola Gotfryda Anthony’ego w 1783 r. Kościół ten spłonął wraz z wyposażeniem w trakcie działań wojennych w 1945 r.
Wspomniany dzwon Wittwercka z 1733 r. paradoksalnie przetrwał zniszczenie kościoła, ponieważ już w trakcie wojny został skonfiskowany przez władze niemieckie w celu wykorzystania go do produkcji zbrojeniowej. Ostatecznie nie doszło to do skutku i dzwon znalazł się na tzw. cmentarzysku dzwonów w Hamburgu, skąd w 1951 r. trafił do kościoła luterańskiego w Lubece, a stamtąd, po jego zamknięciu, został w 2007 r. przeniesiony na dziedziniec muzeum Dom Hanzeatyckiego Miasta Gdańska w Lubece (Museum Haus Hansestadt Danzig, ul. Engelsgrube 66). Dzwon ma średnicę 99 cm, wys. 78 cm i ciężar ok. 580 kg. Na szyi, tj. na górnej krawędzi dzwonu znajduje się łaciński napis: SOLI DEO GLORIA ME FUDIT [Ku chwale jedynego Boga odlał mnie] JOH: GOTTF: WITTWERCK Gedani Anno MDCCXXXIII D. XX MAY [Jan Gotfryd Wittwerck dnia 20 maja 1733 r. w Gdańsku]. Na płaszczu z kolei znajdują się napisy upamiętniające fundatorów dzwonu. Po jednej stronie: HERR GABRIEL VON BOEMELN ELTESTER BÜRGERMEISTER DER STADT DANTZIG UND DES STUBLAVSCHEN WERDERS ADMINISTRATOR [Pan Gabriel v. Boemeln, najstarszy burmistrz Gdańska i administrator Żuław Steblewskich], a po drugiej stronie: PREDIGER IN WOTZLAF H.M. HEINRICH DIEDRICH VOIGT, VORSTEHEREDER WOTZLAESCHEN KIRCHE: GERHARD LAU, PHILIP WULFF, ANDREAS WESSEL, MARTIN CLASSEN [Pastor w Wocławach wielebny Henryk Dytryk Voigt i starsi kościoła w Wocławach…].

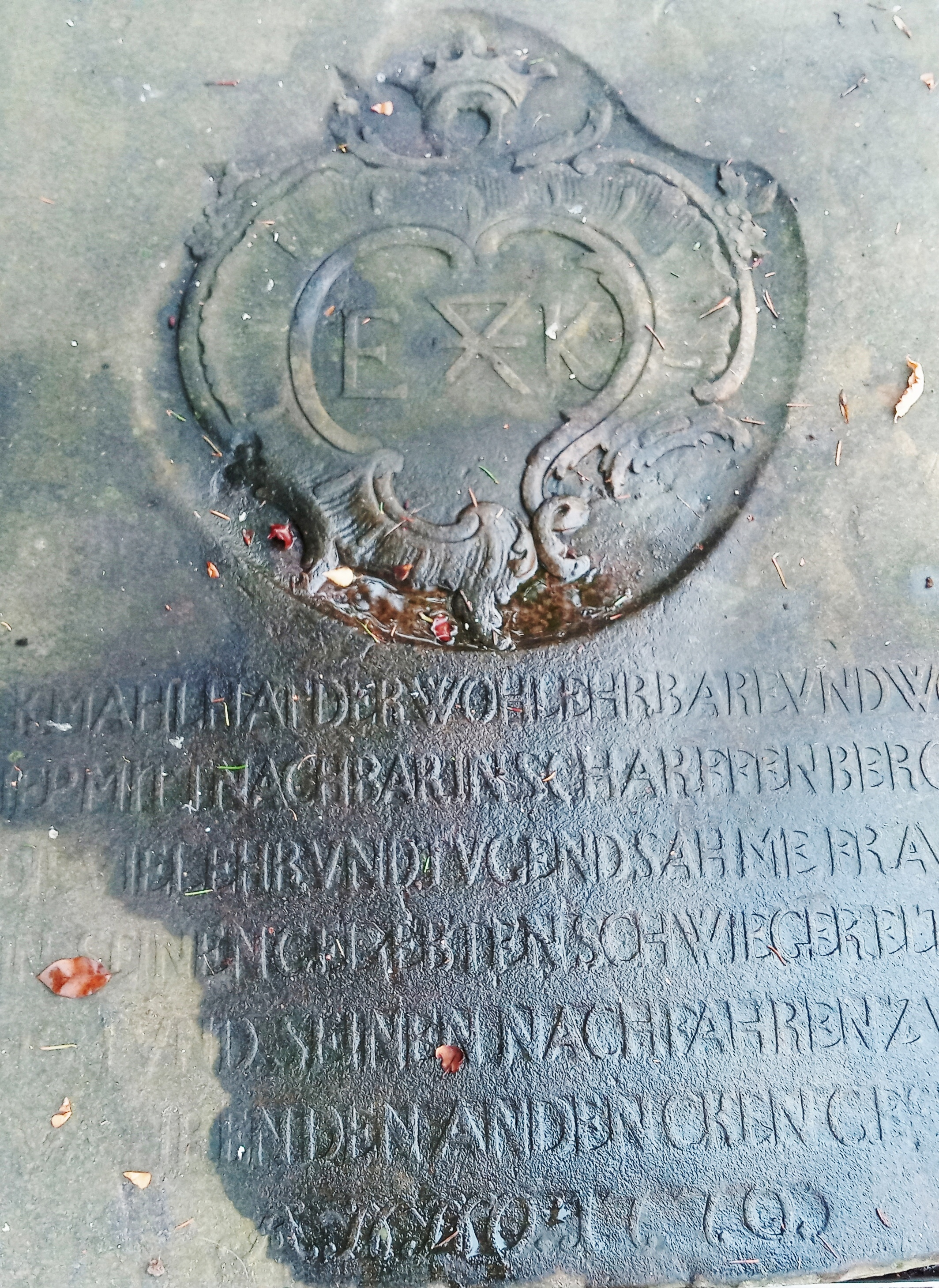
Wocławy (gm. Cedry Wielkie), fragment płyty nagrobnej Petera Nickela z 1770 r. przy ruinach kościoła poewangelickiego

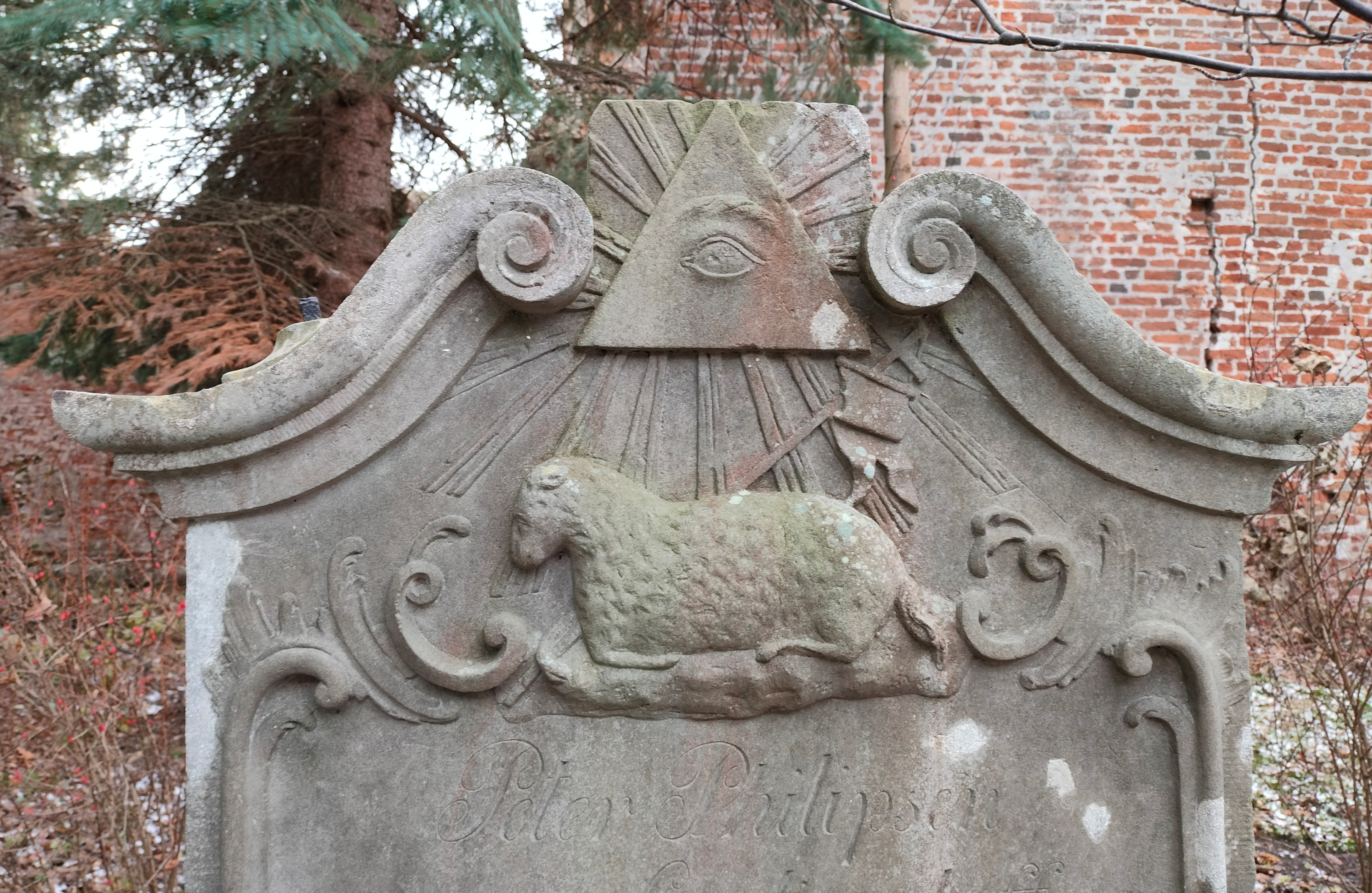
Wocławy (gm. Cedry Wielkie), fragment steli nagrobnej Petera Philipsena z 1763 r. przy ruinach kościoła poewangelickiego

Od średniowiecza kościół był nie tylko miejscem kultu, ale także spoczynku wiecznego znaczniejszych członków wspólnoty parafialnej, których stać było na wykupienie miejsca grzebalnego wewnątrz świątyni, lub nawet wybudowanie rodzinnej krypty grobowej, przykrywanej ozdobną kamienną płytą. Płyty takie, wzorowane na fundacjach mieszczan gdańskich lub elbląskich, i bez wątpienia zamawiane w tamtejszych ośrodkach kamieniarskich, są wymownym świadectwem niezwykle wysokiego statusu materialnego i ambicji żuławskich chłopów. Według powojennego katalogu zabytków sztuki w latach 70. ubiegłego wieku na terenie ruin kościoła w Wocławach znajdowały się trzy tego rodzaju płyty. Dwie z nich w dobrym stanie zachowały się do współczesności i są obecnie wyeksponowane obok ruin starego kościoła (z trzeciej zachowały się tylko fragmenty) Pierwsza płyta, wykonana z szarego wapienia, o wymiarach ok. 230 x 155 x 15 cm, upamiętniająca zmarłego 22 października 1689 r. Kornela Siemensa ze Stanisławowa, oprócz informacji o zmarłym została również zaopatrzona w cytat z psalmu: In deine Hände befehle ich meinen Geist; du hast mich erlöst, Herr, du treuer Gott (Ps 31, 6) [W ręce Twoje powierzam ducha mojego, Ty mnie wybawiłeś, Panie, Boże wierny]. Pomiędzy napisem informacyjnym i psalmem znajduje się wieniec laurowy otaczający gmerk własnościowy gospodarstwa w postaci trzech skrzyżowanych linii. Druga płyta, wykonana z czerwono-brunatnego wapienia, o wymiarach ok. 224 x 146 x 15 cm, spoczywała pierwotnie na krypcie grobowej Petera Nickela i jego żony Zuzanny, z domu Classen, gospodarzy („sąsiadów”) ze Stanisławowa, a została ufundowana w 1770 r. przez Efraima Kiepa, ich zięcia, i jego żonę Zuzannę, z domu Nickel, gospodarzy z Bystrej. Na środku płyty znajduje się kartusz ułożony z ornamentu rokokowego, który otacza gmerk gospodarstwa Efraima Kiepa ujęty w monogram EK. Warto przy tym zwrócić uwagę, że wspomniane gmerki, czyli znaki własnościowe gospodarstw chłopskich (używane zamiast współczesnych numerów), pełniły na płytach podobną funkcję jak herby rodowe na nagrobkach szlacheckich. Trzecim cennym obiektem sztuki sepulkralnej, pochodzącym z dawnego cmentarza przykościelnego, który obecnie znajduje się obok opisanych wyżej płyt, jest piękna rokokowa stela nagrobna wyrzeźbiona z jasnoszarego piaskowca, o wymiarach ok. 140 x 60 x 15 cm, upamiętniająca Petera Philipsena i jego żonę Dorotę, z domu Nickel, gospodarzy z Wróblewa, zmarłych w 1739 r. w wieku 75 i 66 lat, ufundowana w 1763 r. przez ich syna Salomona. Na przedniej stronie płyty oprócz bogatej dekoracji rokokowej znajduje się u góry Oko Opatrzności i Baranek paschalny – symbol zmartwychwstania, a na dole uskrzydlona klepsydra i czaszka – symbole przemijania. Od strony tylnej również wyrzeźbiono u góry Oko Opatrzności, a pod nim znajduje się napis z cytatem z listu św. Pawła do Efezjan: Ehre Vater und Mutter, dass ist das erste Gebot, und du lange lebest auf Erden (Ef 6, 2-3) [Czcij ojca twego i matkę – jest to pierwsze przykazanie, a będziesz długo żył na ziemi].

### Parafia rzymskokatolicka w Wocławach w latach 1868–1945
Mimo że całe Żuławy Gdańskie w granicach posiadłości miejskich znalazły się od lat 20. XVI w. w orbicie wpływów protestanckich, a trzon tutejszych społeczności aż do 1945 r. stanowili zamożni luterańscy „sąsiedzi”, to jednak katolicyzm nigdy nie przestał być na tym terenie obecny. Jedyną parafią katolicką między Motławą i Wisłą była od XVI do połowy XIX w. parafia w Giemlicach, która zachowała swój katolicki charakter, ponieważ od 1292 r. z nadania księcia Mściwoja II należała do klasztoru cystersów w Pelplinie, od 1301 r. do biskupów włocławskich, a biskup Hieronim Rozdrażewski przekazał ją w 1592 r. placówce misyjnej zakonu jezuitów w Starych Szkotach pod Gdańskiem. Co prawda w 1772 r. w wyniku I rozbioru Polski wieś została przejęta przez państwo pruskie i zsekularyzowana, ale jej mieszkańcy pozostali katolikami aż do II wojny światowej. 

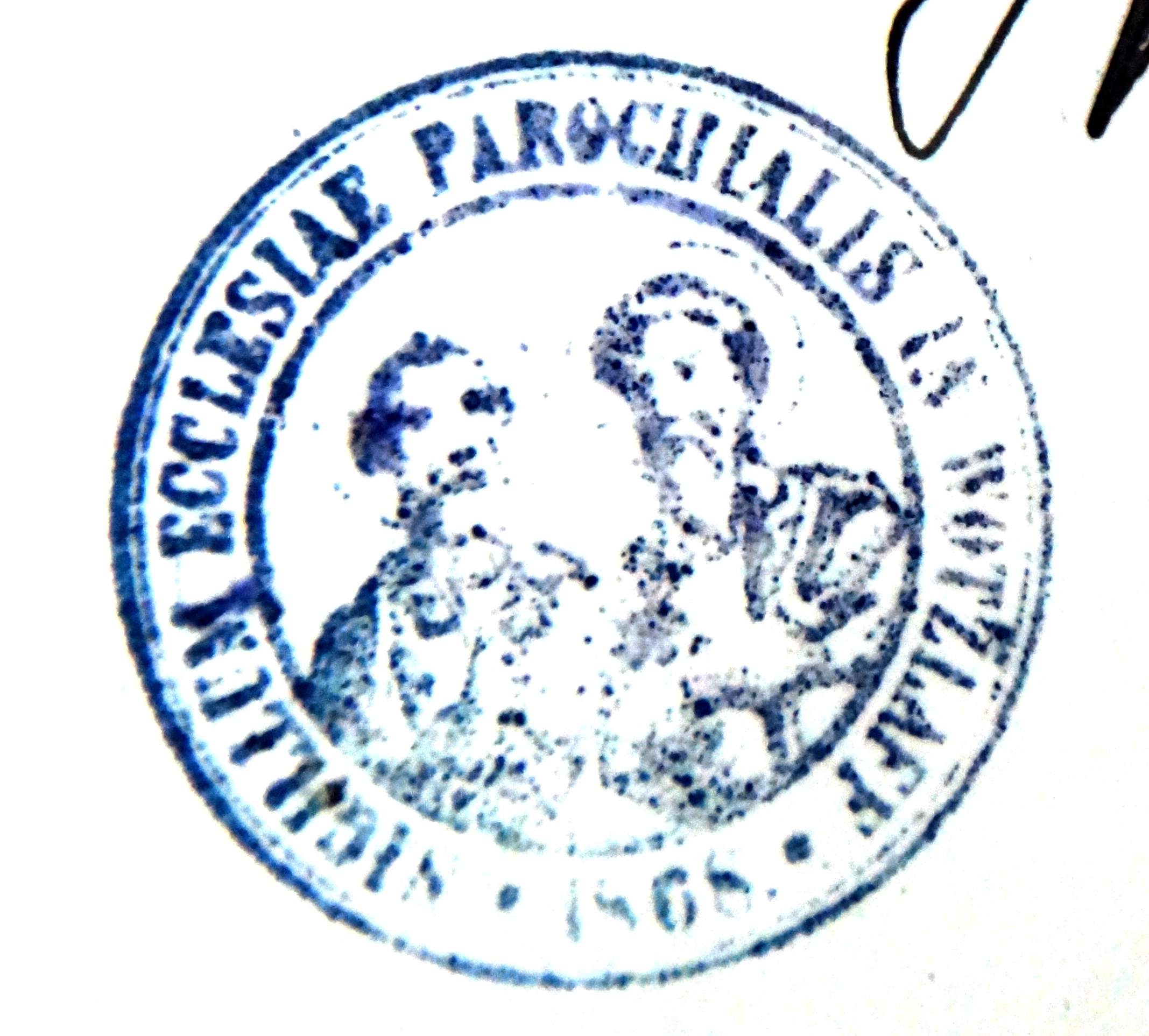
Pieczęć parafii rzymsko-katolickiej pw. św. św. Piotra i Pawła w Wocławach, istniejącej w latach 1868-1945 (ze zbiorów Archiwum Archidiecezjalnego w Gdańsku-Oliwie).

Oprócz tej swoistej katolickiej „wyspy” w Giemlicach osoby wyznania katolickiego były jednak również obecne w wielu innych wsiach na tym terenie, przeważnie jako robotnicy rolni, których zamożni Żuławianie sprowadzali z sąsiedniego Pomorza do pracy w swoich gospodarstwach. Migracje młodych Polaków i Kaszubów, którzy na Żuławach szukali godziwego zarobku, a czasami osiedlali się tutaj na stałe, przybrały na sile w XIX w., wskutek zniesienia poddaństwa i pańszczyzny w państwie pruskim po wojnach napoleońskich. Coraz liczniej obecnym na Żuławach katolikom nie wystarczał już jeden kościół w Giemlicach, dlatego w poł. XIX w. zrodziła się myśl o wystawieniu drugiego kościoła katolickiego w północnej części Żuław Gdańskich, niejako w połowie drogi między Giemlicami a Gdańskiem. 
Katolicki „Pielgrzym”, pismo diecezji chełmińskiej, w pierwszym numerze z 1869 r. donosił:

Troskliwym zabiegom Najprzewielebniejszego Arcypasterza naszego X. Jana Nepomucena, jako i staraniom Towarzystwa św. Bonifacego i św. Wojciecha, udało się we wsi Wocław, położonej w nizinach gdańskich, dla biednej gminy należącej dotąd do parafii gemlickiej, zbudować plebanię i szkołę, i oraz urządzić tymczasową kaplicę do odprawiania nabożeństwa, zwłaszcza że dla złych dróg mianowicie z wiosny stamtąd do dotychczasowego parafialnego kościoła nie było można przebrnąć. W tych dniach ta stacya missyjna otworzoną została i jako jej administrator został X. Hackert, dotąd wikary w Zblewie, przez przewielebnego dziekana X. Michalskiego ze Świętego Wojciecha wprowadzony.

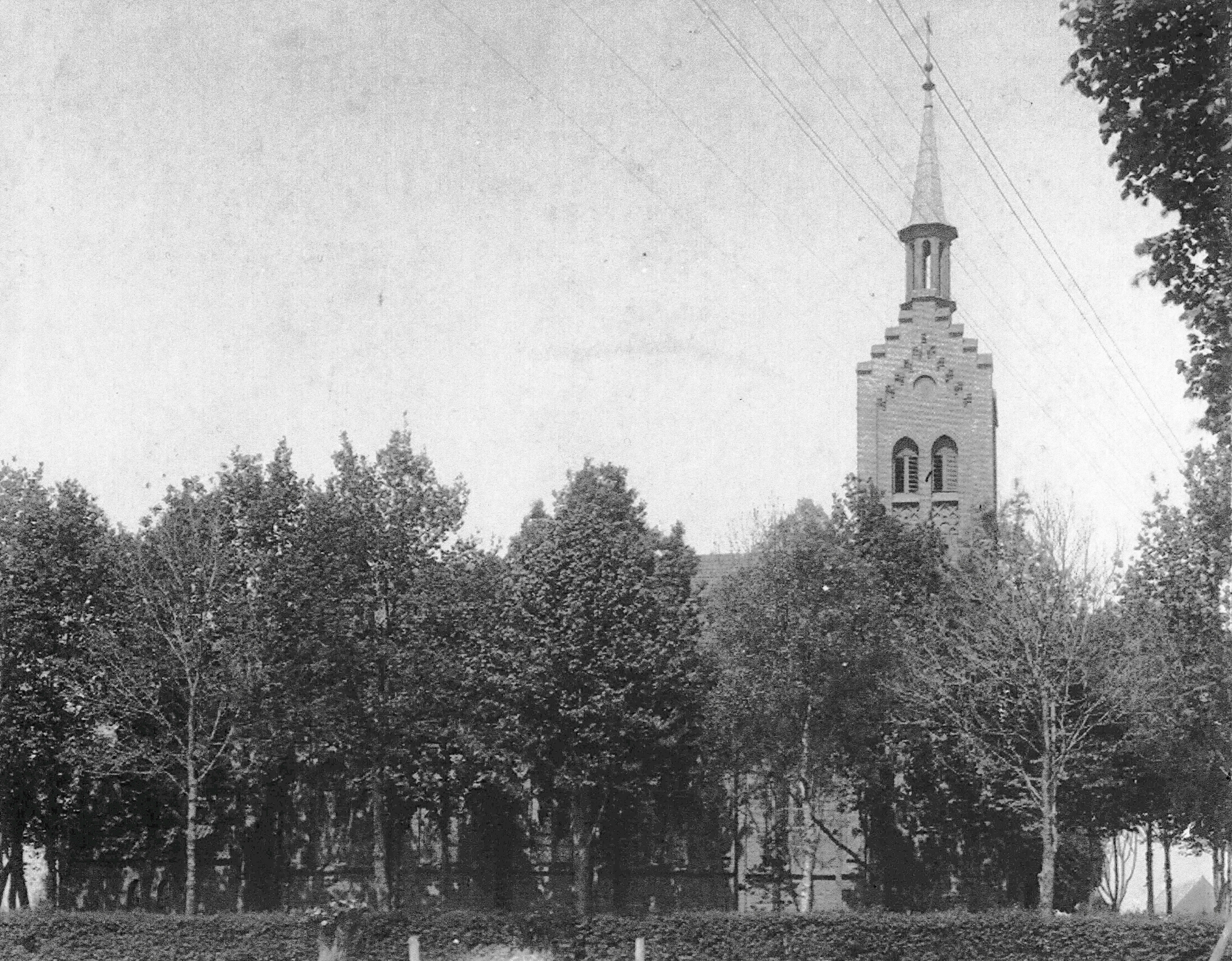
Kościół rzymskokatolicki pw. św. św. Piotra i Pawła w Wocławach, widok ok. 1930 r. (archiwum parafii w Wocławach)

Zbudowany wkrótce potem przez ks. Hackerta okazały kościół pw. św. Piotra i Pawła znamy tylko z przedwojennych fotografii. Znajdował się on w bezpośrednim sąsiedztwie plebanii, która po 1948 r. została zaadaptowana na szkołę i po znacznej rozbudowie pełni tę funkcję do dzisiaj. Kościół był budowlą wzniesioną z cegły w modnym w Niemczech od lat 30. XIX w. stylu neogotyckim, nieotynkowaną, salową, ze strzelistą wieżą od strony wschodniej i krótkim, dwuprzęsłowym prezbiterium od strony zachodniej, zamkniętym trójbocznie. Nawa przykryto drewnianym stropem, a prezbiterium sklepieniem gwiaździstym. Na skromne, ale jednolite wyposażenie neogotyckie składał się ołtarz główny z dużą figurą św. biskupa (Wojciecha?) w niszy głównej i dwoma mniejszymi figurami po bokach (Piotr i Paweł?), dwa ołtarze boczne (po lewej z figurą maryjną, po prawej z figurą św. Józefa) tudzież ambona, chrzcielnica i proste ławy. Wokół kościoła rozciągał się niewielki cmentarz, którego nikłe pozostałości (w tym pojedyncze pochówki powojenne) zachowały się do dzisiaj. Współcześnie na miejscu kościoła ustawiono duży drewniany krzyż, a zarys dawnego cmentarza wyznaczają okazałe drzewa.

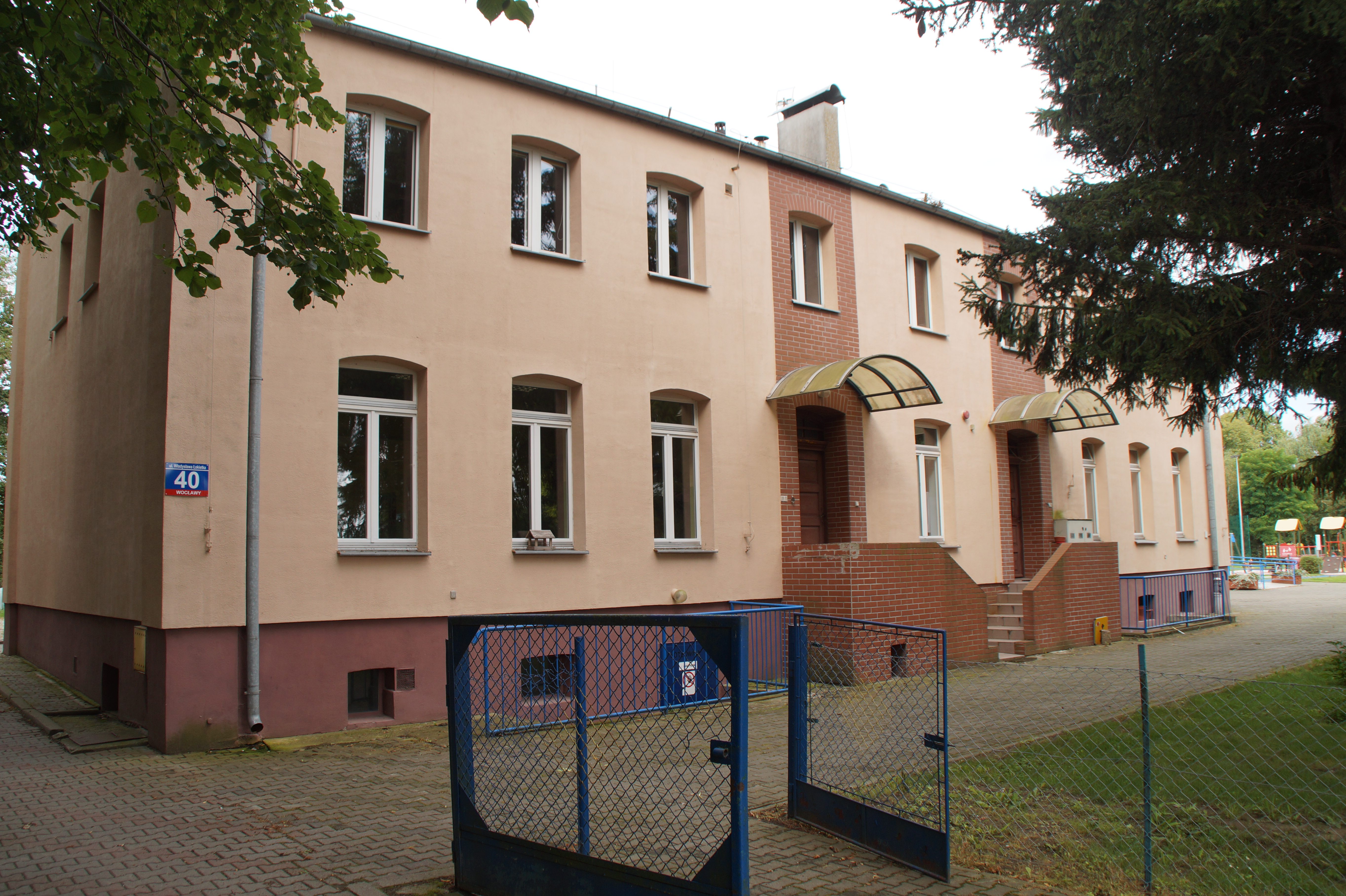
Dawna plebania parafii katolickiej w Wocławach (istniejącej w latach 1868-1945), przebudowana po 1945 r. na szkołę podstawową.

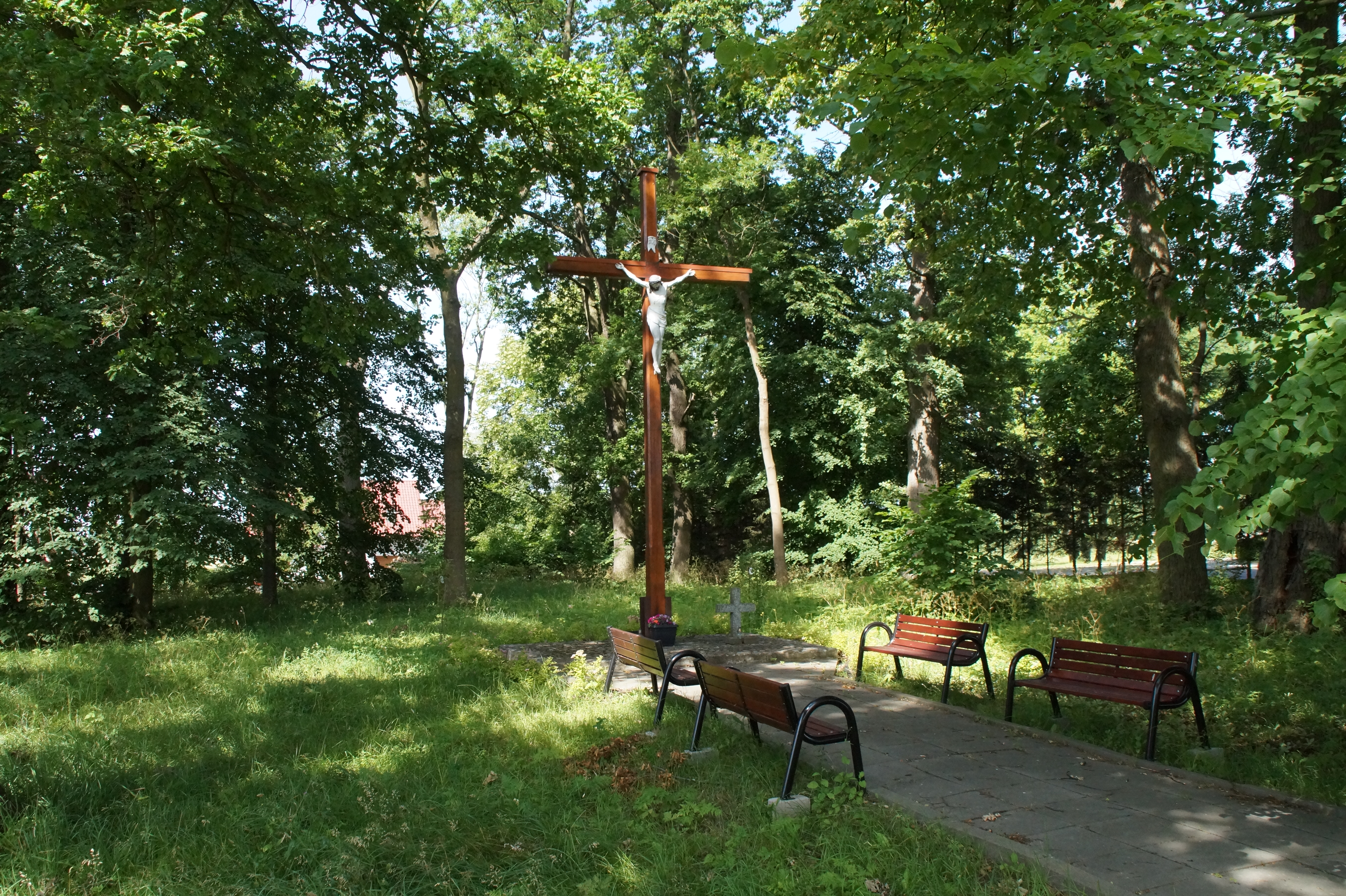
Dawny cmentarz rzymskokatolicki w Wocławach (obok szkoły). Krzyż upamiętnia miejsce, w którym stał kościół pw. św. św. Piotra i Pawła, rozebrany w 1954 r.

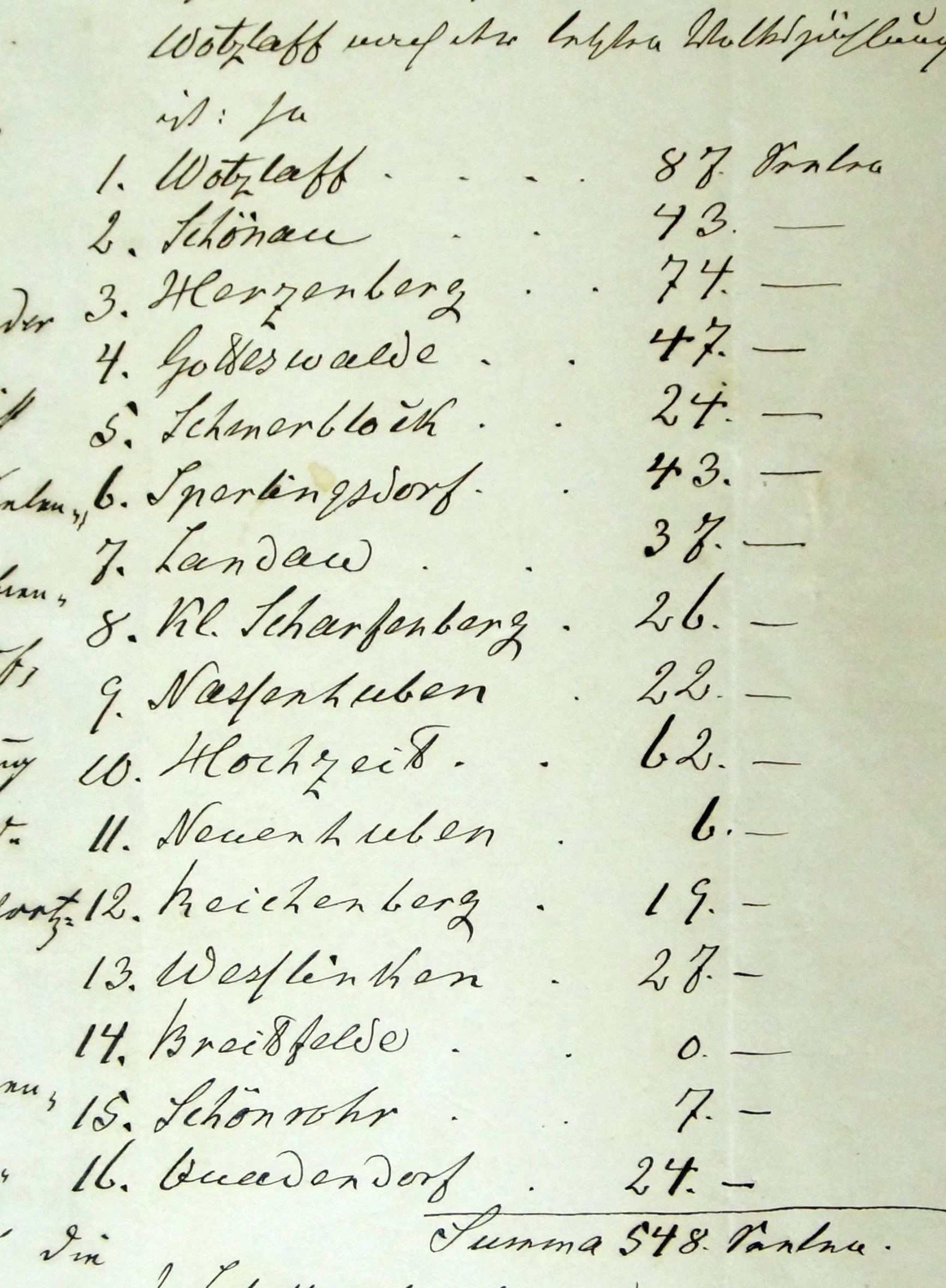
Spis katolików zamieszkałych na terenie parafii Wocławy w 1865 r. (zbiory Archiwum Archidiecezjalnego w Gdańsku-Oliwie).

Według danych kościelnych na terenie przyszłej parafii katolickiej w Wocławach, obejmującej 5 okolicznych wsi, miało w 1864 r. mieszkać w sumie 249 „katolickich dusz”: 89 w Wocławach, 42 w Stanisławowie, 61 w Miłocinie, 40 w Koszwałach i 17 w Bystrej. Spis sporządzony rok później jest już bardziej szczegółowy i obejmuje także kilka innych miejscowości, w których mieszkało czasami jedynie po kilku lub kilkunastu katolików. Według tej listy do przyszłego kościoła w Wocławach miało być przypisanych w sumie 16 miejscowości, na terenie doliczono się aż 548 „dusz” (niem. Seelen): Wocławy – 87, Stanisławowo – 43, Miłocin – 74, Koszwały – 47, Błotnik – 24, Wróblewo – 43, Lędowo – 37, Bystra – 26, Mokry Dwór – 22, Wiślina – 62, Dziewięć Włók – 6, Bogatka – 19, Wiślinka – 27, Szerzawa – 0, Trzcinisko – 7, Przejazdowo – 24.
W latach 1927–1939 ostatnim przedwojennym proboszczem parafii rzymskokatolickiej w Wocławach był ks. Bernard Wiecki (1884-1940), działacz polskiego ruchu narodowego w Wolnym Mieście Gdańsku, 1 września 1939 r. aresztowany przez Niemców i osadzony w tymczasowym więzieniu Victoriaschule w Gdańsku, następnie w obozie koncentracyjnym w Sztutowie i zamordowany prawdopodobnie 11 stycznia 1940 r. Stojąca obok kościoła plebania, użytkowana do 1939 r. przez ks. B. Wieckiego, została w 1948 r. zaadaptowana na szkołę i pełni tę funkcję do dzisiaj.   

### Parafia Wocławy po II wojnie światowej
Zabytkowy kościół ewangelicki w Wocławach (do XVI w. rzymskokatolicki) został spalony w 1945 r., a nowy kościół katolicki (zbudowany w latach 1869-1870) w niewyjaśnionych do dzisiaj okolicznościach uległ rozbiórce w 1954 r. – mimo że po niewielkim remoncie mógł nadal pełnić funkcje kultowe. Istniała tutaj wprawdzie niewielka kaplica pw. św. Antoniego z Padwy, przebudowana z dawnej kaplicy pogrzebowej i poświęcona w 1950 r., zlokalizowana obok ruin kościoła ewangelickiego, jednak podlegała ona proboszczowi rezydującemu w Trutnowach i nie była w stanie skutecznie zaspokoić potrzeb duchowych okolicznych mieszkańców.
Osobna parafia w Wocławach, oddzielona od parafii w Trutnowach, została erygowana dopiero 2 lutego 1982 r., a kościół z prawdziwego zdarzenia, rozbudowany z dawnej kaplicy, powstał w latach 90. z inicjatywy ks. Józefa Urbana, proboszcza w latach 1993–2005, według projektu inż. arch. Jarosława Swata. Uroczystej konsekracji tego kościoła dokonał arcybiskup metropolita Tadeusz Gocłowski w dniu 20 grudnia 1998 r.
Na terenie parafii, w Koszwałach, znajduje się kościół filialny pw. św. Teresy Benedykty od Krzyża, wybudowany w 1998.

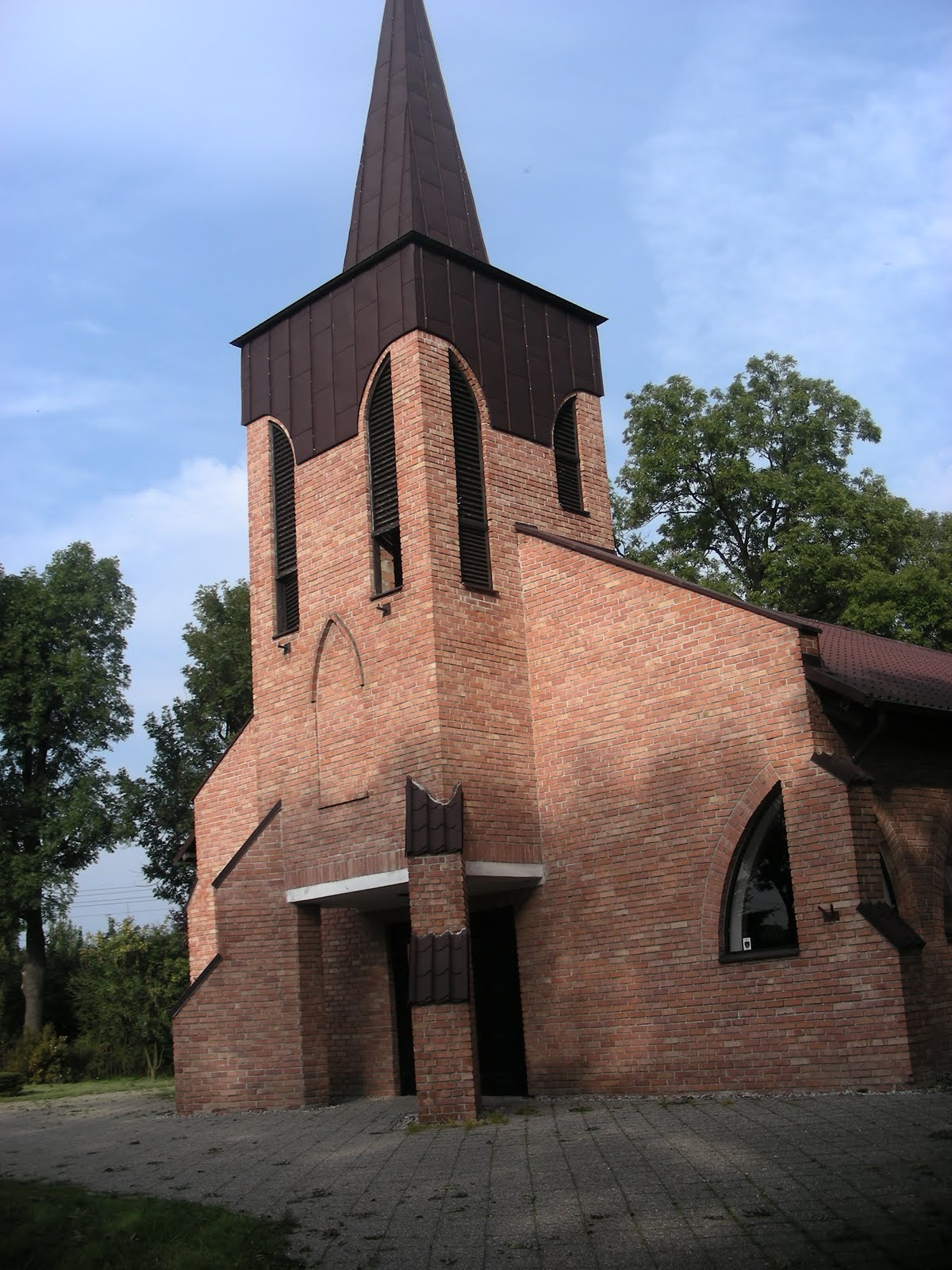
Kościół filialny pw. św. Teresy Benedykty od Krzyża w Koszwałach